# Eric Veiga
Eric Veiga (Luxemburgo, 18 de fevereiro de 1997) é um futebolista luxemburguês que atua como lateral-esquerdo. Atualmente, defende o Flamurtari.

## Carreira
Em 2015, Veiga ingressou na seleção sub-19 do clube alemão Eintracht Braunschweig depois de passar pela base do Bayer 04 Leverkusen. Em 3 de março de 2016, estreou pelo Eintracht Braunschweig II na Regionalliga Nord.
Em julho de 2019, Veiga mudou-se para o clube português Aves, titular da equipa de Sub-23 do clube.

## Carreira internacional
Veiga representou as seleções de Luxemburgo e Portugal nas categorias de base. Em 18 de maio de 2016, foi convocado para a seleção principal de Luxemburgo por Luc Holtz para uma partida contra a Nigéria, mas não atuou. Veiga estreou pelo Luxemburgo a 2 de setembro de 2016, num amistoso contra à Letónia.